# Черенков, Андрей Николаевич
Андре́й Никола́евич Черенко́в (род. 8 октября 1976) — российский футболист, нападающий; тренер.

## Карьера

### Игровая
На взрослом уровне начал выступать в 1995 году в ростовском клубе «Источник» в третьей лиге.
В 1997 году перешёл в «Ростсельмаш». Выступал преимущественно за дублирующий состав, сыграл 85 матчей и забил 22 гола в третьей и второй лигах. За основной состав команды сыграл один матч в Кубке России — 12 сентября 1998 года против «Лады» (Димитровград), и одну игру в Кубке Интертото, 17 июля 1999 года против хорватского «Вартекса».
После ухода из «Ростсельмаша» выступал во втором дивизионе за «Краснознаменск», сочинскую «Жемчужину» и магнитогорский «Металлург».
В 2002 году перешёл в белорусский «Торпедо-МАЗ» из Минска. Был основным игроком команды, сыграв 25 матчей из 26 проведённых в чемпионате Белоруссии, и забил три гола. Свой первый гол в высшей лиге забил 22 мая 2002 года в ворота витебского «Локомотива-96» (1:0).
После возвращения в Россию несколько лет выступал за клубы Дальнего Востока и Сибири, входил в число лучших бомбардиров турнира восточной зоны второго дивизиона, однако значительную часть своих голов забивал с пенальти. Также выступал за ряд других клубов второго дивизиона, но нигде не задерживался более чем на сезон. Завершил профессиональную карьеру в 2009 году.

### Тренерская
После окончания игровой карьеры тренировал юношеские команды ФК «Ростов». В 2018 году был назначен главным тренером «Академии футбола имени В. Понедельника» (Ростов-на-Дону), однако из-за отсутствия необходимой лицензии в июле 2018 года был переведён на должность старшего тренера клуба «Чайка» Песчанокопское.
В 2022 году являлся исполняющим обязанности главного тренера «Чайки», но после поражения в матче Кубка России оставил должность, продолжив работу в структуре Академии им. И. П. Чайка.

## Достижения
- Серебряный призёр зоны «Восток» Второго дивизиона: 2004